# 堀内敬三
堀内 敬三（ほりうち けいぞう、1897年（明治30年）12月6日 - 1983年（昭和58年）10月12日） は、日本の作曲家、作詞家、訳詞家、音楽評論家。「あやしいぞ」をもじった安谷 鎮雄という筆名もある。冬の星座を作詞したことで著名。

## 人物・来歴
「浅田飴」オーナーの堀内伊太郎の三男として東京市神田区（現：東京都千代田区）鍛冶町で生まれる（ただし浅田飴本舗の相続権は34歳、日本大学芸術学部講師になった年に放棄）。
東京高等師範学校附属小学校（現：筑波大学附属小学校）を経て、1915年、東京高等師範学校附属中学校（現：筑波大学附属中学校・高等学校）を卒業。小学校と中学校を通じて、言文一致唱歌の提唱者田村虎蔵に音楽を習う。同校在学中、1912年頃から親類の東京帝大生二見孝平の音楽的影響を受け、大沼哲にピアノや和声学を学ぶ。
第二高等学校（現：東北大学）の受験に失敗して浪人生活を送っていたとき、1916年、小林愛雄、大田黒元雄、野村光一、菅原明朗たちと共に岩波書店から日本最初の音楽批評誌『音楽と文学』を創刊。当時から音楽の道に進むことを志望していたが、音楽を学ぶことにつき生家の賛同が得られず、1917年に渡米し、ミシガン大学にて、大好きな蒸気機関車に縁のある自動車工学を学ぶため機械工学を専攻。併せて同校音楽学部専科でアール・ヴィンセント・ムーアに作曲を、アルバート・オーガスタス・スタンリーに音楽史を師事し、合唱団に参加。1918年冬にはニューヨークで山田耕筰に面会。
1921年、マサチューセッツ工科大学大学院修士課程に入学し、応用力学を専攻。1922年6月から9月にかけてヨーロッパを旅し、ロンドン、ベルリン、パリ、ベルギー、オランダ、ドイツ、イタリアを巡る。留学中は巡査の月給が70ドルの時代に月額200ドルの仕送りを受け、週末になると居住地のボストンからニューヨークまで寝台車で通い、演奏会や芝居を楽しんだ。
1923年、マサチューセッツ工科大学修士課程を修了し、機械工学の修士号を取得し、神戸に帰港。帰国後は関東大震災の被害により横浜の倉庫で荷物が焼失し、多くの実験データを失い、神田の実家は全焼する。これにより再び渡米して研究者になる夢は断念せざるを得なくなってしまった。父親が合弁会社として設立した自動車修理工場の代表社員ともなったが、音楽に熱中し、翻訳、作曲、作詞、放送、音楽教育関係の仕事を行う。1926年、野村光一の依頼で作詞作曲した「若き血」（慶應義塾大学応援歌）のヒットにより音楽の道に進むことを父に許され、同年からNHK洋楽主任となる。1935年から松竹蒲田撮影所音楽部長ならびに日本大学教授を兼任。
1936年、『月刊楽譜』の発行名義人となる。1938年2月、『音楽世界』主幹。同年9月28日、日大教授辞任。同年10月31日、松竹大船撮影所音楽部長辞任。1941年11月、『月刊楽譜』『音楽世界』『音楽倶楽部』を合併して『音楽之友』を創刊、日本音楽雑誌株式会社（音楽之友社の前身）を設立、取締役社長に就任。戦時中は軍国主義的な風潮に迎合し、
と発言したこともある。
太平洋戦争中に空襲で焼失した浅田飴本舗（神田駅前）の敷地内にバラックを建て、音楽之友社を存続させた。ただし、戦後まもなく編集者としては引退し、1946年には取締役社長も目黒三策に引き継ぎ、自らは会長職となった。
1947年、日本音楽著作家組合（現：全日本音楽著作家協会）の初代会長に就いた。
1949年放送開始のNHKラジオ「音楽の泉」の司会進行役・解説者（同番組では、アナウンサーが「おはなしは、堀内敬三さんです（でした）。」と紹介する）を1959年まで務め、広く親しまれる。
自他共に認める鉄道ファンでもあり、「話の泉」での共演者の徳川夢声からは「彼（堀内）のモノ知りは非常に本格的なのである」と評され、音楽・鉄道・電気・化学・歴史・地理・国文学・和歌俳諧・歌舞伎・落語などにわたる博識ぶりを讃えられた。また、外国で入手した楽譜と語学力とを活かして優れた訳詞を行い、日本の翻訳歌曲を芸術の域に高めた。これらの訳詞は永井郁子の日本語による独唱会（初回は1925年11月1日、帝国ホテル演芸場。同様の会が3年にわたって開かれた）向けに短期に集中して行われたと思われる。
1955年、日本モーツァルト協会の初代会長に就任。
1958年10月から翌年7月までの約9ヶ月間、東洋音楽短期大学（現在の東京音楽大学）の第二代学長に就任した。
1959年、紫綬褒章受章。
妹の淑子は斎藤茂吉の義弟の齋藤西洋（精神科医、東京都立梅ヶ丘病院院長）と結婚した。
1983年10月12日、肺炎のため死去。享年85。11月5日には青山葬儀所にて追悼式が行われた。

## 受賞
- NHK放送文化賞〔昭和25年〕
- 紫綬褒章〔昭和34年〕
- 勲三等瑞宝章〔昭和43年〕

## 著書

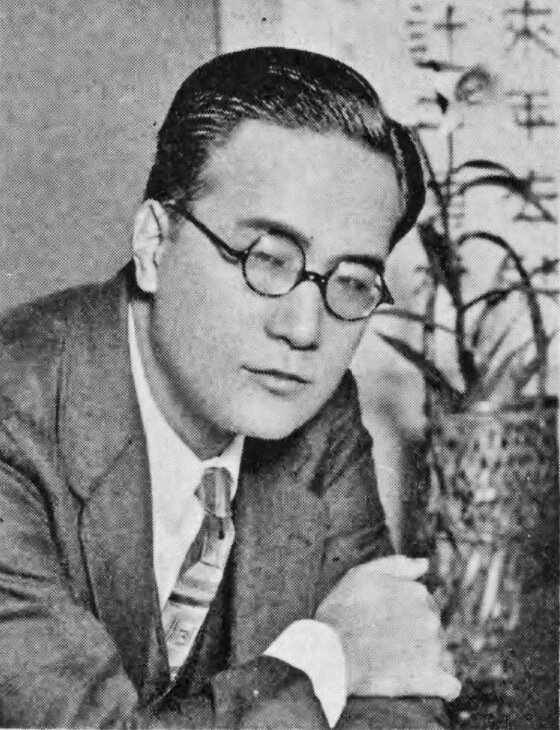
1935年頃撮影

- 『洋楽の知識とレコード名曲解説』（塩入亀輔共著、誠文堂） 1932
- 『世界民族音楽』（学芸社、音楽講座 第19篇） 1933
- 『音楽家を志す人のために』（現人社） 1933
- 『音楽の鳥瞰』（中和会事務所） 1934
- 『ヂンタ以来』（アオイ書房） 1934
- 『ベートーヴェン作品解説』（東京音楽出版協会） 1934
- 『音楽五十年史』（鱒書房） 1942、のち講談社学術文庫
- 『ベートーヴェン 楽聖物語』（大日本雄弁会講談社） 1947
- 『ベートーヴェン交響楽曲解説』（音楽之友社） 1947
- 『夢の交響楽』（草原書房） 1948
- 『名曲解説 管絃楽』（千代田書房、音楽鑑賞全集） 1949
- 『これからの交際作法』（大日本雄弁会講談社） 1949
- 『音楽史』（音楽之友社、音楽講座 第2巻） 1950
- 『ワーグナー』（音楽之友社、音楽文庫） 1950
- 『声楽曲解説』（音楽之友社、音楽文庫） 1951
- 『日常の交際作法』（大日本雄弁会講談社、実用家庭百科） 1952
- 『音楽の泉 名曲解説』第1-6部（音楽之友社） 1953 - 1957
- 『名曲の案内』（音楽之友社、音楽新書） 1956
- 『音楽明治百年史』（音楽之友社） 1968

## 翻訳
- 『音楽の上手な聴き方』（ディームズ・テイラー、音楽之友社） 1950
- 『楽しみつゝマスターできるピアノの技法』（チャールス・クック、音楽之友社） 1954
- 『トスカニーニ』（S・チョツィノフ、時事通信社） 1957

## 作品
- アヴェ・マリア（訳詞）
- 青空（私の青空）（訳詞）
- アニーローリー（訳詞）
- アラビヤの唄（訳詞）
- ジングルベル（訳詞）
- 北支派遣軍の歌
- 満洲行進曲
- 出せ一億の底力
- 若き血（慶應義塾大学応援歌）
- 蒲田行進曲（原曲「バガボンドの歌」）
- 遠き山に日は落ちて（ドヴォルザーク「新世界より」第二楽章のラルゴ主題に作詞）

※野上彰（「家路」）、本田美奈子.（「新世界」）の作詞による別題同一曲も存在する。
- 君よ知るや南の國
- 眠りの精
- 冬の星座（原曲「愛しのモーリー」とは別の歌詞）
- モーツァルトの子守歌
- ラジオ体操の歌（初代。1956年から使用されている現行曲とは異なる）
- ラジオ体操第二（初代。1932年から1946年まで）
- 野村證券株式会社社歌
- わがオリオンズ（毎日→大毎→東京→ロッテオリオンズ球団歌）
- 対三高戦應援歌 蒼穹深くはた極みなく（第一高等学校 昭和七年）（作曲）
- 東邦大学校歌
- 東邦大学付属東邦中学校・高等学校校歌
- 岡山県立倉敷工業高等学校校歌
- 日本大学第二中学校・高等学校校歌
- 東京工業大学附属科学技術高等学校校歌
- 筑波大学附属駒場中学校・高等学校校歌
- 六中健児の歌（東京府立第六中学校（現：東京都立新宿高等学校）応援歌）
- 慶應義塾普通部校歌 普通部の歌（作曲）
- 大東文化大学第一高等学校校歌（作詞・作曲）
- 佐世保市立清水中学校校歌
- 志摩市立片田中学校校歌
- 新潟市立横越中学校校歌（作詞・作曲）
- 新潟市立白新中学校校歌（作詞・作曲）
- 若狭町立上中中学校校歌
- 野田市立中央小学校校歌
- 横手市立横手南小学校校歌
- 品川区立延山小学校校歌